# بلهایم
بلهایم (به آلمانی: Bellheim) یک شهر در آلمان است که در گرمرسهایم واقع شده‌است. بلهایم ۸٬۴۵۷ نفر جمعیت دارد.